# Ratusz w Trzebiatowie
Ratusz w Trzebiatowie – klasycystyczny ratusz na środku rynku w Trzebiatowie.

## Historia
Pierwszy dom rady miejskiej w Trzebiatowie został wzniesiony w XV wieku w stylu gotyckim. Spłonął on w 1696 roku. Obecnie istniejący ratusz wzniesiono w miejscu dawnego w 1701 na reliktach pierwszej budowli. 

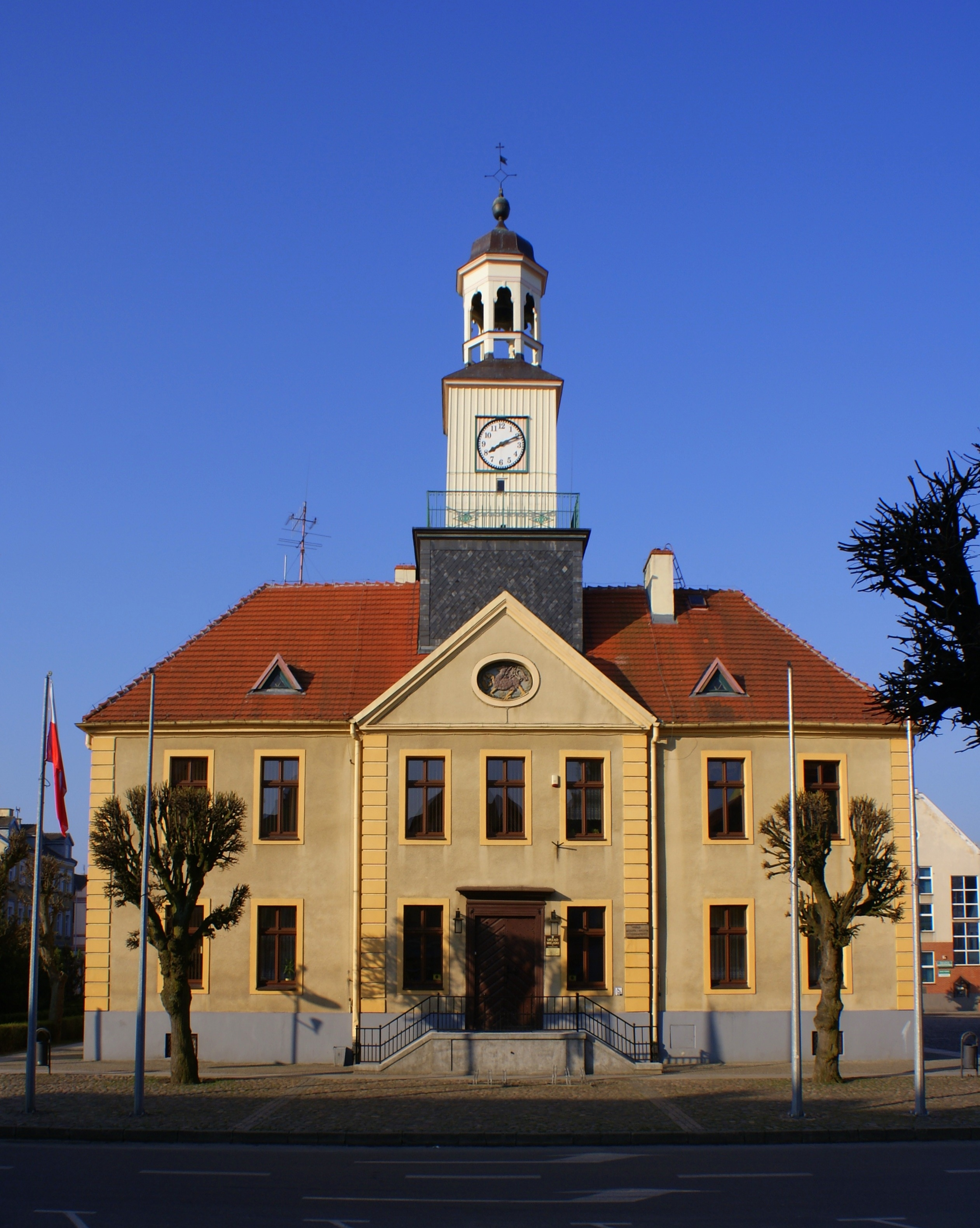
Front ratusza w Trzebiatowie

## Architektura
Ratusz w Trzebiatowie zbudowany jest na planie czworoboku z dziedzińcem pośrodku. Relikty pierwszego budynku w postaci gotyckich arkad wyeksponowano w elewacji skrzydła zachodniego. Główne, wschodnie skrzydło zostało wyróżnione wyższym dachem, pozornym ryzalitem i wtopioną w bryłę wieżą z barokowym hełmem i zegarem. Na dziedzińcu relikty szubienicy.